# Магистрала 65 на САЩ
Магистрала 65 на САЩ (на английски: United States Route 65) е пътна магистрала, част от Магистралната система на Съединените щати, преминаваща през щатите Луизиана, Арканзас, Мисури, Айова и Минесота. Обща дължина 966,0 мили (1554,3 km), от които най-много в щата Мисури 313,1 мили (503,9 km), най-малко – в щата Минесота 14,0 мили (22,5 km).
Магистралата започва в центърът на град Феридей в щата Арканзас, разположено на магистрала  и се насочва на север, покрай десния (западен) бряг на река Мисисипи. Минава през два окръжни центъра и след 162 km навлиза в щата Арканзас. На протежение от 302,0 мили (485,9 km) пресича целия щат от юг-югоизток на север-северозапад, като преминава през 7 окръжни центъра, в т.ч. и през столицата Литъл Рок и на 39 km северно от град Харисън навлиза в южната част на щата Мисури. Тук посоката му е от юг на север, като преминава през 10 окръжни центъра и на 20 km северно от град Принстън влиза в щата Айова. До столицата на щата град Де Мойн продължава в северна посока, след него завива на североизток, а след 24 мили отново продължава на север. След като премине през 3 окръжни центъра навлиза в щата Минесота и след 14 мили завършва в центърът на град Албърт Лий, където завършва и Магистрала 69 на САЩ.
От Магистрала 6 на САЩ се отделя 1 вторична магистрала, която също е част от Магистралната система на Съединените щати:
- Магистрала 165  в щатите Луизиана и Арканзас 412 мили (663 km).

| Щат      | мили  | km    | Градове (центрове на окръзи), граници, реки и др. | Щат      | мили  | km     | Градове (центрове на окръзи), граници, реки и др. |
| -------- | ----- | ----- | ------------------------------------------------- | -------- | ----- | ------ | ------------------------------------------------- |
| Луизиана |       |       |                                                   |          | 130,2 | 209,6  | гр. Уорсо                                         |
|          | 0,0   | 0,0   | гр. Феридей, магистрала                           |          | 163,3 | 262,8  | гр. Седейлия                                      |
|          | 56,4  | 90,8  | гр. Талула                                        |          | 193,2 | 311,0  | гр. Маршъл                                        |
|          | 85,9  | 138,3 | гр. Лейк Провидънс                                |          | 222,5 | 258,1  | гр. Керълтън                                      |
|          | 100,8 | 162,2 | граница с Арканзас                                |          | 256,4 | 412,7  | гр. Чилъкоти                                      |
| Арканзас | 100,8 | 162,2 |                                                   |          | 276,3 | 444,7  | гр. Трентън                                       |
|          | 0,0   | 0,0   | граница с Луизиана                                |          | 299,7 | 482,4  | гр. Принстън                                      |
|          | 26,0  | 41,8  | гр. Лейк Вилидж                                   |          | 313,1 | 503,9  | граница с Айова                                   |
|          | 106,0 | 170,6 | гр. Пайн Блъф                                     | Айова    | 715,9 | 1152,0 |                                                   |
|          | 146,0 | 234,9 | гр. Литъл Рок                                     |          | 0,0   | 0,0    | граница с Мисури                                  |
|          | 177,0 | 284,8 | гр. Конуей                                        |          | 60,0  | 96,5   | гр. Индианола                                     |
|          | 211,0 | 339,5 | гр. Клинтън                                       |          | 81,0  | 130,3  | гр. Де Мойн                                       |
|          | 238,0 | 382,9 | гр. Маршъл                                        |          | 174,0 | 280,0  | гр. Хамптън                                       |
|          | 278,0 | 447,3 | гр. Харисън                                       |          | 202,0 | 325,0  | Мейсън Сити                                       |
|          | 302,0 | 485,9 | граница с Мисури                                  |          | 222,0 | 357,2  | гр. Нортуд                                        |
| Мисури   | 402,8 | 648,1 |                                                   |          | 226,0 | 363,6  | граница с Минесота                                |
|          | 0,0   | 0,0   | граница с Арканзас                                | Минесота | 941,9 | 1515,6 |                                                   |
|          | 38,3  | 61,6  | гр. Оузарк                                        |          | 0,0   | 0,0    | граница с Айова                                   |
|          | 51,3  | 82,5  | гр. Спрингфийлд                                   |          | 14,0  | 22,5   | гр. Албърт Лий, магистрала                        |
|          | 82,3  | 133,8 | гр. Бъфало                                        | Общо     | 966,0 | 1554,3 |                                                   |